# Rio Tapacurá
O rio Tapacurá é um curso de água que nasce no estado de Pernambuco, no Brasil. Tem extensão de aproximadamente 72 km, está localizado entre o Agreste e a Zona da Mata. Possui três nascentes, nos municípios de Chã Grande, Gravatá e Pombos, ambas situadas na serra das Russas. Passa por Vitória de Santo Antão  até chegar a foz em São Lourenço da Mata.  
O Rio Tapacurá é responsável por mais de 25% da água consumida na região metropolitana do Recife, responsável pelo abastecimento de São Lourenço da Mata.

## Relevo
O relevo da bacia do rio Tapacurá está em sua maior parte constituído por colinas e cristas. Na parte ocidental da bacia a partir do distanciamento da calha do rio Tapacurá, tanto para o norte como para o sul a altitude dos topos eleva-se gradualmente, enquanto que as colinas vão cedendo lugar aos relevos mais contínuos e orientados, constituindo as cristas. Estas apresentam projeção para leste da escarpa do planalto da Borborema e estão separadas por falhas e fraturas que ora se entrecruzam, ora se apresentam ligeiramente paralelas, tendo como resultado a crescente orientação do relevo. 

## Solo
No rio Tapacurá, os tipos de solos predominantes são o Argissolo Vermelho Amarelo seguido do Argissolo Amarelo. Em menor proporção, é encontrado também Gleissolo, Luvissolo, Neossolo Quartzarênico, Neossolo Regolítico e Latossolo Amarelo. 

## Afluentes
Os principais afluentes do rio Tapacurá são:
- Rio Natuba
- Riacho Ronda
- Rio Pacas
- Rio Mocotó

## Cidades
Ao longo de seu curso, o rio Tapacurá passa pelas cidades seguintes: 
- Chã Grande

- Gravatá

- Pombos

- Vitória de Santo Antão

- São Lourenço da Mata

## Ação antrópica e economia
A região ao longo do rio Tapacurá encontra-se bastante antropizada, sendo berço de diversas atividades econômicas como horticultura e policultura, que ocupam 37 % da área, seguidos pela pecuária (30,2 %) e plantio de cana-de-açúcar (12,45 %).
A cobertura vegetal é onde localizam-se predominantemente granjas e chácaras, ocupando uma área de 7,8 % desta. Áreas urbanas ocupam 5,6% da região.

## Problemas ecológicos
Grande parte do esgoto doméstico das cidades de Pombos e Vitória de Santo Antão é despejada no rio, além de dejetos de empresas que cerceiam o curso do rio, além da atividade rural, que influencia negativamente em sua poluição, com resíduos de mandioca e agrotóxicos das plantações de hortifrutigranjeiros.   A falta de sistemas de coleta, de tratamento e disposição final de esgotos das estações de tratamento que operam com baixa eficiência ou estão paralisadas, levam ao comprometimento da qualidade da água do rio.
Essas atividades acarretam a morte de diversos seres vivos e microbiológicos que vivem no rio. Além disso, o assoreamento, o desmatamento da mata ciliar e os  dejetos químicos aumentam consideravelmente a incidência de enchentes ocasionada pelo aumento do nível do rio acima do normal em épocas de chuvas.